# Philip K. Dick
Philip Kindred Dick (n. 16 decembrie 1928, Chicago, Illinois, SUA – d. 2 martie 1982, Santa Ana, California, SUA) a fost un scriitor și eseist american, a cărui operă publicată a aparținut aproape în întregime genului science fiction. Dick a explorat teme sociologice, politice și metafizice în romane dominate de corporații monopoliste, guverne autoritariste și stări de conștiință alterată. Tema centrală a operelor târzii ale lui Dick reflectă interesul personal în problemele de metafizică și teologie. Deseori s-a inspirat din experiențele sale de viață, explorând abuzul de droguri, paranoia, schizofrenia și experiențele transcendentale în romane ca Substanța M și VALIS.
Romanul Omul din castelul înalt a unit istoria alternativă cu science fiction-ul, aducându-i lui Dick un premiu Hugo pentru "Cel mai bun roman" în 1963. Curgeți, lacrimile mele, zise polițistul, un roman despre o celebritate care se trezește într-un univers paralel în care este necunoscută, a câștigat premiul memorial John W. Campbell pentru "Cel mai bun roman" în 1975. Dick a spus despre aceste cărți: "Vreau să scriu despre oamenii la care țin, punându-i într-o lume ficțională izvorâtă din mintea mea, nu în cea în care trăiesc în realitate, deoarece lumea în care trăim nu se ridică la înălțimea standardelor mele. În scrierile mele pun la îndoială chiar universul; întreb cu glas tare dacă e real și dacă toți suntem reali." Dick se referea la el ca la un "filozof de ficțiune".
Pe lângă cele 44 de romane publicate, Dick a mai scris aproximativ 121 de povestiri, dintre care multe au apărut în reviste science fiction. Deși marea parte a carierei de scriitor a lui Dick a fost marcată de sărăcie, nouă dintre poveștile lui au fost ecranizate după moartea lui, incluzând aici Blade Runner, Total Recall, A Scanner Darkly și Minority Report. În 2005, revista Time a considerat romanul Ubik ca unul dintre cele mai bune 100 de romane de limbă engleză publicate din 1923. În 2007, Dick a devenit primul scriitor de science fiction inclus în seria The Library of America.

## Tinerețea
Tatăl lui Dick a lucrat la Departamentul Agriculturii Statelor Unite. Philip Kindred Dick și sora lui geamănă, Jane Charlotte Dick, s-au născut în Chicago cu șase săptămâni mai repede decât era termenul, avându-i ca părinți pe Dorothy Kindred Dick și Joseph Edgar Dick. Jane a murit la cinci săptămâni de la naștere (pe 26 ianuarie 1929). Moartea ei a afectat profund scrierile, relațiile și toate aspectele vieții fratelui ei geamăn, conducând la motivul recurent al "geamănului fantomă" din multe cărți ale sale.
Familia s-a mutat în San Francisco Bay Area. Când Philip a împlinit cinci ani, tatăl său a fost transferat în Reno, Nevada. Dorothy a refuzat să se mute cu el, iar cei doi au divorțat. Joseph s-a luptat pentru custodia lui Philip dar nu a reușit să o obțină. Dorothy, hotărâtă să își crească singură copilul, și-a luat o slujbă în Washington, D.C. și s-a mutat acolo cu el. Philip K. Dick a fost înscris la școala elementară John Eaton din 1936 până în 1938, terminând clasele doi-patru. Cea mai mică notă a fost un "C" luat la compunere, deși profesorul a remarcat că "arată interes și abilitate în nararea poveștilor". În iunie 1938, Dorothy și Philip au revenit în California. Interesul lui pentru science fiction datează aproximativ din acea perioadă. Dick a afirmat că în 1940, la doisprezece ani, a citit prima revistă science fiction, intitulată "Stirring Science Stories".
Dick a studiat la Berkeley High School din Berkeley, California. El și cu Ursula K. Le Guin au fost membri aceleiași promoții a școlii, în 1947, deși nu se cunoșteau pe atunci. După absolvire, a încercat să meargă la University of California, Berkeley, dar a abandonat cursurile. La Berkeley, Dick s-a împrietenit cu poetul Robert Duncan, precum și cu poetul și lingvistul Jack Spicer, care i-a dat lui Dick idei pentru limba marțienilor. Dick pretinde că ar fi fost gazda unu program de muzică clasică la KSMO Radio, în 1947.
Din 1948 până în 1952 a lucrat într-un magazin de discuri. În 1955, Dick și Kleo Apostolides, a doua lui soție, au fost vizitați de FBI. Au presupus că asta se datora opiniilor socialiste și activităților de stânga ale lui Kleo. Pentru o perioadă scurtă de timp, cuplul s-a împrietenit cu unul dintre agenții FBI.

## Cariera
Dick a vândut prima povestire în 1951 și, din acel moment, a scris tot timpul, vânzându-și primul roman în 1955. Anii '50 au fost pentru Dick o perioadă grea, de sărăcie. El a declarat la un moment dat: "Nu puteam plăti nici măcar ultimele rate la o carte". Cărțile publicate de el aparțin în marea lor majoritate genului science fiction, dar a visat la o carieră în curentul literar mainstream. În anii '50 a scris o serie de romane non-SF, iar în 1960 a declarat că e dispus să "tragă douăzeci-treizeci de ani ca să reușească în cariera de scriitor". Visul succesului în literatura mainstream a murit cu adevărat în ianuarie 1963, când agenția literară Scott Meredith i-a returnat toate romanele mainstream nevândute. Doar una dintre aceste opere, Confessions of a Crap Artist, a fost publicată pe durata vieții lu Dick.
În 1963, Dick a câștigat premiul Hugo pentru Omul din castelul înalt. Deși aclamat ca un geniu al lumii science fiction, nu a fost apreciat în lumea literaturii mainstream, rămânându-i doar opțiunea publicării la edituri science fiction fără venituri deosebite, cum ar fi Ace Books. Chiar și în ultimii ani ai vieții a continuat să aibă probleme financiare. În introducerea la culegerea de povestiri The Golden Man, Dick scria: "Acum câțiva ani, când zăceam bolnav, Heinlein s-a oferit să mă ajute cu orice poate, dar nu ne-am întâlnit. Îmi telefona ca să mă înveselească și să vadă ce mai fac. Voia să îmi cumpere o mașină de scris electrică, Dumnezeu să îl binecuvânteze - unul dintre puținii gentlemani adevărați din lumea asta. Nu sunt de acord cu ideile pe care le expune în scrierile sale, dar asta nu are nicio legătură. Odată, când datoram Fiscului o grămadă de bani și nu îi puteam strânge, Heinlein mi i-a împrumutat. Am numai gânduri bune pentru el și pentru soția lui; chiar le-am dedicat și o carte, ca semn de recunoștință. Robert Heinlein e un tip bine, cu o prestanță impresionantă, foarte milităroasă. De când îi vezi tunsoarea poți spune că are un trecut militar. Știe că sunt un ciudat ratat dar ne ajută în continuare pe mine și pe soția mea când avem nevoie. Asta e ceea ce e mai bun în natura omenească; asta e ceea ce iubesc".
În 1972, Dick a donat manuscrise, documente și alte materiale pentru Biblioteca Colecțiilor Speciale de la Universitatea de Stat California, Fullerton, unde au fost arhivate în Culegerea Science Fiction a lui Philip K. Dick, la Biblioteca Pollak. În Fullerton, Philip K. Dick s-a împrietenit cu scriitorii de science fiction K. W. Jeter, James Blaylock și Tim Powers. Ultimul roman scris de Dick în timpul vieții a fost The Transmigration of Timothy Archer, fiind publicat la scurtă vreme după moartea lui.

### Experiențe neobișnuite
Pe 20 februarie 1974, Dick își revenea după efectele analgezicului folosit la extragerea unei măsele de minte. Deschizând ușa femeii care îi livra analgezicul suplimentar comandat de el, a observat că aceasta avea un pandantiv cu un simbol numit de el "vezica pisces". Acest nume pare a fi bazat pe confuzia făcută de el între două simboluri asemănătoare: cel al peștelui (două arce care se intersectează, dând forma profilului unui pește) pe care primii creștini îl foloseau ca simbol secret și "vesica piscis" (forma care apare la interscția dintre două cercuri cu raza egală). După plecarea femeii, Dick a avut o viziune ciudată. Deși atribuită în primă fază medicației, după trecerea câtorva săptămâni el a considerat această explicație ca neplauzibilă. "Am experimentat invadarea minții mele de către o minte rațională transcendentală, ca și cum aș fi fost nebun întreaga mea viață și m-am vindecat brusc", i-a povestit Dick lui Charles Platt.
De-a lungul lunilor februarie și martie 1974 a avut o serie de viziuni, pe care le-a denumit prescurtat "2-3-74" (2-februarie, 3-martie, 74-1974). El a descris viziunile inițiale ca raze laser, tipare geometrice și, ocazional, imagini scurte ale lui Iisus și ale Romei antice. Pe măsură ce viziunile au devenit mai dese și mai lungi, Dick a pretins că trăiește două vieți, una a lui ca "Philip K. Dick" și una ca "Thomas", un creștin din secolul I persecutat de romani. În ciuda istoricului său în ceea ce privește drogurile și a riscului crescut de accident vascular cerebral, Dick a început să caute alte explicații raționaliste și religioase pentru aceste experiențe. El făcea referiri la "mintea rațională transcendentală" ca "Zebra", "Dumnezeu" și "VALIS". Dick a scris despre aceste experiențe, prima dată în romanul semi-autobiografic Radio Free Albemuth, iar apoi în VALIS, Invazia divină și The Transmigration of Timothy Archer (trilogia VALIS).
La un moment dat, Dick a simțit că a fost posedat de spiritul profetului Ilie. El credea că un episod din romanul Curgeți, lacrimile mele, zise polițistul era o repovestire detaliată a episodului biblic Faptele Apostolilor, pe care nu l-a citit niciodată.

### Mariaje și copii
Dick a fost căsătorit de cinci ori, având două fete și un fiu; fiecare mariaj s-a terminat cu divorț.
- mai 1948, cu Jeanette Marlin - a durat șase luni; divorțați în 1948
- 14 iunie 1950, cu Kleo Apostolides - divorțați în 1959
- 1 aprilie 1959, cu Anne Williams Rubinstein - divorțați în octombrie 1965
  - copil: Laura Archer, născută pe 25 februarie 1960
- 6 iulie 1966, cu Nancy Hackett - divorțați în 1972
  - copil: Isolde Freya Dick (acum Isa Dick Hackett), născută pe 15 martie 1967
- 18 aprilie 1973, cu Leslie (Tessa) Busby - divorțați în 1977
  - copil: Christopher Kenneth, născut pe 25 iulie 1973

### Moartea
Philip K. Dick a murit în Santa Ana, California, pe 2 martie 1982. După ce suferise un accident cerebral vascular cu cinci zile în urmă, a fost deconectat de la sistemul de menținere a vieții când electroencefalograma a arătat pierderea conștiinței. După moarte, tatăl său, Edgar, a dus cenușa lui la Fort Morgan, Colorado. La moartea surorii gemene, Jane, mormântul ei a fost inscripționat cu numele amândurora, lăsându-se un spațiu pentru data morții lui Dick. Fratele și sora au fost înmormântați alături unul de celălalt.
Dick a fost recreat de fani sub forma unui android controlat cu ajutorul unei telecomenzi. Androidul Philip K. Dick a fost inclus într-o discuție la masa rotundă într-o prezentare despre ecranizarea romanului Substanța M, ținută la San Diego Comic Con. În februarie 2006, un angajat al America West Airlines a rătăcit capul androidului, care nu a mai fost găsit.

### Biografii

#### Cărți
Biografia standard a lui Dick este considerată a fi cartea lui Lawrence Sutin din 1989, Divine Invasions: A Life of Philip K. Dick.
În 1993, scriitorul francez Emmanuel Carrère a publicat cartea Eu sunt viu iar voi sunteți morți, în a cărei prefață scrie:
Cartea pe care o țineți în mână este una bizară. Am încercat să descriu viața lui Philip K. Dick dinăuntru, cu alte cuvinte cu aceeași libertate și empatie - și veridicitate - cu care el își descrie personajele.

Criticii cărții s-au plâns de lipsa verificării faptelor, surselor, notelor și indexului, "obișnuita evidență a cercetării profunde care dă unei biografii o notă solidă de autoritate". Cartea poate fi considerată un roman de non-ficțiune despre viața lui.

#### Filme
Scenaristul și regizorul John Alan Simon realizează un film semi-autobiografic bazat pe romanul lui Dick Radio Free Albemuth, cu Shea Whigham în rolul autorului.
Filmul din 2008 Your Name Here de Matthew Wilder, îl are pe Bill Pullman în rolul autorului de science fiction William J. Frick, un personaj care îl are la bază pe Dick.
BBC2 a lansat în 1994 un documentar biografic ca parte a seriei artistice Arena, intitulată Arena - Philip K Dick: A day in the afterlife.
The Gospel According to Philip K. Dick este un film documentar produs în 2001.
The Penultimate Truth About Philip K. Dick este un alt documentar biografic produs în 2007.

## Stilul și opera

### Pseudonime
Dick a publicat două povestiri sub pseudonimele Richard Phillips și Jack Dowland. Se pare că "Some Kinds Of Life" a apărut în octombrie 1953 în Fantastic Universe sub pseudonimul Richard Phillipps deoarece în același număr lui Dick i s-a mai publicat o povestire, "Planet For Transients", sub numele real.
Povestirea "Orpheus with Clay Feet" a fost publicată sub pseudonimul "Jack Dowland". Protagonistul vrea să fie muza autorului fictiv Jack Dowland, considerat cel mai mare autor de science fiction al secolului XX. În povestire, Dowland publică o povestire intitulată "Orpheus with Clay Feet", sub pseudonimul "Philip K. Dick".
Supranumele Dowland face referire la compozitorul renascentist John Dowland, care apare în câteva opere. Titlul Curgeți, lacrimile mele, zise polițistul face referire directă la bine-cunoscuta compoziție a lui Dowland "Flow My Tears". În romanul Invazia divină, personajul 'Linda Fox', creat având-o în minte pe Linda Ronstadt, este o faimoasă cântăreață intergalactică care cântă doar compoziții ale lui John Dowland. De asemenea, unii protagoniști din povestirile lui Dick au numele 'Dowland'.

### Teme
Istorisirile lui Dick se concentrează pe natura "realului" și a construcției identității personale. Deseori, poveștile lui devin suprarealiste, pe măsură ce personajul principal descoperă că viața lui cotidiană este controlată de o entitate puternică (ca în Ubik), vaste conspirații politice, sau vicisitudinile unui povestitor nedemn de încredere. "Toată opera sa începe cu presupunerea că nu poate exista o singură realitate obiectivă", scrie autorul science fiction Charles Platt. "Totul este o problemă de percepție. Pământul îți poate aluneca de sub picioare. Protagonistul poate realiza că se află în visul altei persoane, sau poate intra într-o stare indusă de droguri care are mai mult sens ca lumea reală, sau poate trece complet într-un alt univers."
Intrigi obișnuite sunt și universurile paralele și simulacrele, cu lumi ficționale locuite de muncitori obișnuiți, nu de elite galactice. "În cărțile lui Dick nu există eroi", a scris Ursula K. Le Guin, "dar sunt lucruri eroice. Unul este reamintit de Dickens: ceea ce contează este cinstea, fidelitatea, bunătatea și răbdarea omului de rând." Dick nu a ascuns faptul că multe dintre ideile și operele sale au fost puternic influențate de scrierile lui Carl Jung. Construcțiile și modelele jungiene care l-au preocupat pe Dick par să fie arhetipurile inconștientului colectiv, halucinațiile colective, sincronicitățile și teoria personalității. Multe personaje ale lui Dick analizează realitatea și percepțiile lor în termeni jungieni (vezi Lies Inc.), în timp ce, alteori, temele sunt atât de evident jungiene, încât folosirea lor necesită explicații. "Exegesis" conține multe adnotări despre relația lui Jung cu teologia și misticismul.
"A treia temă majoră a lui Phil Dick o reprezintă fascinația sa față de război, față de teama și ura lui. Unii poate nu sesizează acest lucru, dar e la fel de legat de opera sa precum este oxigenul față de apă."—Steven Owen Godersky
Dick s-a concentrat deseori pe întrebarea "Ce este uman?" În opere precum Visează androizii oi electrice? ființele pot părea complet umane în toate privințele, lipsindu-le însă sufletul sau compasiunea, în timp ce extratereștri precum Glimmung din Galactic Pot-Healer pot fi mai umani și mai complecși decât personajele umane.
Un alt element de interes al lui Dick l-a constituit bolile mentale. Personajul Jack Bohlen din romanul Martian Time-Slip este un "fost schizofrenic". Romanul Clanurile de pe Alpha se concentrează pe o întreagă societate formată din descendenții pacienților unui azil de nebuni. În 1965 a scris un eseu intitulat Schizophrenia and the Book of Changes.
Folosirea drogurilor (în scopuri religioase, recreaționale sau abuzul de droguri) a fost, de asemenea, una dintre temele prezente în multe opere ale lui Dick, cum ar fi Substanța M și Cele trei stigmate ale lui Palmer Eldritch. Dick a consumat droguri aproape întreaga viață. Conform unui interviu apărut în 1975 în Rolling Stone, Dick a scris toate cărțile publicate înainte de 1970 sub influența amfetaminelor. "Substanța M (1977) a fost primul roman scris pe îndelete", spunea Dick în interviu. Pentru puțin timp a experimentat și drogurile psihedelice, dar a scris Cele trei stigmate ale lui Palmer Eldritch, considerat de Rolling Stone "romanul clasic despre LSD al tuturor timpurilor", înainte de a le încerca. În ciuda consumului abuziv de amfetamine, Dick susținea că doctorii i-ar fi spus că amfetaminele nu l-au afectat, deoarece ficatul său le-a procesat înainte de a ajunge la creier.

### Opere alese
Omul din castelul înalt (1962) se petrece în Statele Unite dintr-un univers paralel, condus de puterile victorioase ale Axei. Este considerat un roman definitoriu pentru subgenul universurilor paralele, și este singurul roman al lui Dick câștigător al premiului Hugo. Philipkdickfans.com recomandă acest roman, împreună cu Visează androizii oi electrice? și Ubik.
Cele trei stigmate ale lui Palmer Eldritch (1965) utilizează o serie de concepte science fiction și prezintă diferite niveluri ale realității și irealității. Este una dintre primele opere ale lui Dick care explorează teme religioase. Romanul se petrece în secolul douăzeci și unu când, sub autoritatea Națiunilor Unite, omenirea a colonizat toate planetele și sateliții locuibili din sistemul solar. Pentru majoritatea coloniștilor, viața este descurajantă și monotonă, așa încât Națiunile Unite trebuie să recruteze oameni care să meargă în colonii. Majoritatea se distrează folosind păpuși "Perky Pat" și accesorii produse de compania pământeană "P.P. Layouts", alături de drogul halucinogen ilegal "Dul-C", care permite utilizatorului femeie să "devină" Perky Pat, iar bărbatului - Walt, prietenul ei. Folosirea recreațională a acestui drog le permite coloniștilor să experimenteze câteva minute ale unei vieți idealizate pe Pământ, participând la o halucinație colectivă.
Visează androizii oi electrice? (1968) prezintă povestea unui vânător de recompense care caută androizi. Acțiunea se petrece pe un Pământ muribund, depopulat de toți oamenii "de succes"; cei rămași sunt oameni fără perspective. Androizii au o dată prestabilită a "morții", cărora o parte dintre ei reușesc să i se sustragă. Povestea din 1968 stă la baza filmului Blade Runner (1982) și are ca element central întrebarea specifică pentru Dick: ce e real și ce e fals? Androizii care arată și acționează ca oamenii sunt oameni reali sau falși? Ar trebui să îi tratăm ca pe oameni sau ca pe mașini? Ce element definește omenirea ca 'vie', față de cei care doar par vii?
Ubik (1969) folosește o rețea de oameni cu puteri psihice și o stare de moarte suspendată, creând o realitate care se distruge. Un grup de oameni cu puteri psihice sunt trimiși să investigheze un grup rival, dar o parte dintre ei mor într-un atac cu bombă. Mare parte a romanului oscilează în jurul unor realități plauzibile: realitatea "reală", o stare de semi-viață și realități manipulate psihic. În 2005, revista Time l-a așezat între "Cele mai bune 100 de romane ale tuturor timpurilor" publicate după 1923.
Curgeți, lacrimile mele, zise polițistul (1974) se referă la Jason Taverner, o vedetă de televiziune care trăiește într-un stat polițist distopic din viitorul apropiat. După ce este atacat de fosta prietenă furioasă, Taverner se trezește într-o cameră de hotel murdară din Los Angeles. Încă are banii în portofel, dar actele i-au dispărut, lucru deloc neglijabil, deoarece peste tot în oraș se fac verificări de securitate, iar cei fără un ID valid sunt arestați. La început, Jason crede că a fost răpit, dar descoperă destul de repede că întreaga sa identitate a fost ștearsă. Nu există nicio înregistrare cu el în nicio bază de date oficială și nici cei mai apropiați asociați ai săi nu îl recunosc și nu și-l amintesc. Pentru prima dată după mulți ani, Jason nu e celebru și nu are o reputație pe care să se bazeze. Singurul lucru care îl poate ajuta este carisma sa, iar el o folosește pentru a afla ce s-a întâmplat cu trecutul său și pentru a scăpa de poliție. Acesta a fost primul roman publicat de Dick după ani de tăcere în care reputația sa critică a crescut. Romanul a primit premiul memorial John W. Campbell pentru "Cel mai bun roman science fiction", fiind singurul roman al lui Dick nominalizat atât pentru premiul Hugo, cât și pentru premiul Nebula.
Într-un eseu scris cu doi ani înaintea morții, Dick descria cum i-a arătat preotul său că o scenă importantă din Curgeți, lacrimile mele, zise polițistul - implicându-l pe celălalt personaj principal, generalul de poliție Felix Buckman, polițistul din titlu - era similară cu o scenă din Faptele Apostolilor. Regizorul de film Richard Linklater dezbate romanul în filmul său Waking Life, care începe cu o scenă amintind de un al roman al lui Dick, Timpul dezarticulat.
Substanța M (1977) este un amestec de roman science fiction și polițist; în el, un detectiv de poliție sub acoperire preocupat de narcotice începe să piardă legătura cu realitatea după ce cade victimă aceluiași drog, Substanța M, împotriva căruia trebuia să lupte. Substanța M creează dependență imediată, dând o stare de euforie care este rapid înlocuită de o confuzie crescândă, halucinații și, în cele din urmă, psihoză totală. Ca și în toate romanele lui Dick, și aici există un fir legat de paranoia și disocierea multiplelor realități percepute simultan. A fost ecranizat în filmul A Scanner Darkly de Richard Linklater.
VALIS (1980) este, probabil, cel mai postmodernist și autobiografic roman al lui Dick, examinând experiențele sale neexplicate. E posibil să fie opera sa cea mai studiată în mediile academice, fiind adaptată pentru operă de Tod Machover. VALIS a fost votat cel mai bun roman al lui Philip K. Dick pe site-ul philipkdickfans.com. Operele din perioada de sfârșit, cum ar fi și trilogia VALIS, sunt în mare parte autobiografice, făcând referire la influența "doi-trei-șaptezeci-și-patru" (2-3-74). Cuvântul VALIS este acronimul pentru Vast Active Living Intelligence System. Ulterior, Dick a emis teoria că VALIS este atât un "generator al realității" cât și un mod de comunicare extraterestru. Un al patrulea manuscris VALIS, Radio Free Albemuth, deși scris în 1976, a fost publicat postum în 1985. Această lucrare este descrisă de editor (Arbor House) ca "o introducere și o cheie a magnificei trilogii VALIS."
Dincolo de sentimentul că experimentează un fel de comunicare divină, Dick nu a fost capabil să dea o explicație rațională evenimentelor. Întreaga sa viață a încercat să înțeleagă ce se întâmpla, punându-și întrebări legate de sănătatea sa mintală și propria percepție asupra realității. Gândurile sale au fost transpuse într-un jurnal de opt mii de pagini și un milion de cuvinte, Exegesis. Din 1974 și până la moartea sa din 1982, Dick a petrecut nopți nedormite scriind în acest jurnal, de multe ori aflându-se sub influența amfetaminelor. O temă recurentă în Exegesis o reprezintă ipoteza lui Dick că istoria s-a oprit în secolul 1 e.n. și că "Imperiul roman nu a dispărut". Pentru el, Roma era apogeul materialismului și despotismului care a păstrat dominația asupra lumii. Dick credea că VALIS le vorbea lui și altora, pentru a-l discredita pe președintele Richard M. Nixon, pe care Dick îl considera încarnarea actuală a împăratului Romei.
Într-un eseu din 1968, intitulat "Self Portrait", antologat în cartea The Shifting Realities of Philip K. Dick (1995), Dick vorbește despre opera sa și despre cărțile care crede că "s-ar putea să supraviețuiască Celui de-al Treilea Război Mondial": Eye in the Sky, Omul din castelul înalt, Martian Time-Slip, Dr. Bloodmoney, The Zap Gun, The Penultimate Truth, The Simulacra, Cele trei stigmate ale lui Palmer Eldritch (pe care îl consideră "cel mai plin de viață dintre toate"), Visează androizii oi electrice?, și Ubik. Într-un interviu din 1976, Dick numea Substanța M cea mai bună operă a sa, simțind că a "realizat, în sfârșit, o adevărată capodoperă, după 25 de ani de scris".

## Premii
În timpul vieții sale, Dick a primit următoarele premii și nominalizări:
- premiul Hugo
  - "Cel mai bun roman"
    - 1963 - câștigător: Omul din castelul înalt[28]
    - 1975 - nominalizat: Curgeți, lacrimile mele, zise polițistul[29]

  - "Cea mai bună nuveletă"
    - 1968 - nominalizat: Credința părinților noștri
- premiul Nebula
  - "Cel mai bun roman"
    - 1965 - nominalizat: Dr. Bloodmoney[68]
    - 1965 - nominalizat: Cele trei stigmate ale lui Palmer Eldritch[68]
    - 1968 - nominalizat: Visează androizii oi electrice?[69]
    - 1974 - nominalizat: Curgeți, lacrimile mele, zise polițistul[70]
    - 1982 - nominalizat: The Transmigration of Timothy Archer[71]
- premiul memorial John W. Campbell
  - "Cel mai bun roman"
    - 1975 - câștigător: Curgeți, lacrimile mele, zise polițistul[29]
- premiul British Science Fiction Association
  - "Cel mai bun roman"
    - 1978 - câștigător: Substanța M[72]
- Graouilly d'Or (Festivalul din Metz, Franța)
  - 1979 - câștigător: Substanța M

Convenția Norwescon prezintă în fiecare an premiul Philip K. Dick.

## Influență și moștenire
Dick a influențat mulți scriitori, printre care William Gibson, Jonathan Lethem, și Ursula K. Le Guin. Dick a influențat și creatori de filme, opera sa fiind comparată cu Matrix-ul fraților Wachowski, Videodrom-ul lui David Cronenberg, eXistenZ, and Spider, Spike Jonze - Being John Malkovich, Adaptation, Michel Gondry - Eternal Sunshine of the Spotless Mind, Alex Proyas - Dark City, Peter Weir - The Truman Show, Andrew Niccol - Gattaca, Terry Gilliam - 12 Monkeys, Wes Craven - A Nightmare on Elm Street, David Lynch - Mulholland Drive, David Fincher - Fight Club, Cameron Crowe - Vanilla Sky, Darren Aronofsky - Pi, Richard Kelly - Donnie Darko și Southland Tales, și Christopher Nolan - Memento  și Inception.
Societatea Philip K. Dick este o organizație dedicată promovării operelor literare ale lui Dick și a fost condusă anterior de vechiul prieten al lui Dick, Paul Williams. Williams a fost executorul literar al lui Dick timp de câțiva ani după moartea acestuia și a scris prima biografie a lui, intitulată Only Apparently Real: The World of Philip K. Dick.
- Albumul Sister al lui Sonic Youth a fost inspirat parțial de Dick. "Sora" din titlu este geamăna lui Dick, care a murit la puțin timp după naștere și a cărei amintire l-a bântuit pe Dick întreaga sa viață.
- Filmul science fiction din 2010 "15 Till Midnight" menționează influența lui Dick cu o "recunoaștere a operelor lui".[86]

### Adaptări

#### Biblioteca Națională a Orbilor
Răspunsul lui Dick la cererea primită în 1975 de la Biblioteca Națională a Orbilor pentru acceptul de a folosi Omul din castelul înalt a fost: "Vă acord permisiunea de a transcrie orice operă de-a mea trecută, prezentă sau viitoare, așa încât puteți să îmi adăugați numele pe lista dvs. cu 'acord general'." O serie de cărți și povestiri ale sale sunt disponibile în Braille și alte formate specializate prin intermediul acestei biblioteci.

#### Cărți electronice
Din 17 iulie 2010, unsprezece dintre primele opere ale lui Philip K. Dick sunt disponibile în format electronic în cadrul Proiectului Gutenberg. See Dick, Philip K., 1928-1982 în Proiectul Gutenberg.

#### Filme
O serie dintre operele lui Dick au fost ecranizate. În 1974, Dick însuși a scris un scenariu pentru ecranizarea cărții Ubik, care n-a mai fost realizată. Multe filme nu au păstrat titlurile originale ale lui Dick. Întrebată de ce stau lucrurile așa, fosta soție a lui Dick, Tessa, a spus: "De fapt, rareori cărțile au purtat titlurile inițiale date de Dick, deoarece editorii le dădeau în general nume noi după citirea manuscriselor. Phil spunea de multe ori că nu știe să găsească titluri bune. Dacă ar fi putut, ar fi scris spoturi publicitare în loc de romane." Filmele bazate pe operele lui Dick au adunat peste 1 miliard de dolari până în 2009.
- Vânătorul de recompense (1982) - bazat pe romanul Visează androizii oi electrice?, în regia lui Ridley Scott, cu Harrison Ford în rolul principal. Scenariul s-a aflat în lucru mulți ani, până când Scott a luat problema în mână, Dick fiind extrem de nemulțumit de toate versiunile. Dick încă avea altă părere despre modul în care ar fi trebuit ecranizat romanul său când proiectul a fost pus în mișcare. Printre altele, a refuzat să scrie un roman bazat pe film. În opoziție cu reacția inițială, când a avut ocazia să vadă câteva secvențe cu efecte speciale din Los Angeles 2019, Dick a fost entuziasmat că atmosfera era "exact cum mi-am imaginat-o!", deși Ridley Scott a spus că nu a citit cartea.[91] După ecranizare, Dick și Scott au purtat o discuție sinceră dar cordială pe marginea temelor și personajelor din Vânătorul de recompense și, deși părerile lor erau complet diferite, Dick a sprijinit necondiționat filmul de atunci încolo. Dick a murit cu mai puțin de patru luni înainte de lansarea filmului.
- Total Recall (1990) - bazat pe povestirea "Amintiri garantate", în regia lui Paul Verhoeven, cu Arnold Schwarzenegger în rolul principal. Filmul include elemente dickiene cum ar fi confundarea realității și fanteziei, trecerea către elemente tot mai fantastice pe măsura desfășurării intrigii, mașini care vorbesc oamenilor și îndoielile protagonistului legate de identitatea sa.
- Confessions d'un Barjo (1992) - tradus Barjo în țările anglofone, un film francez bazat pe romanul non-science-fiction Confessions of a Crap Artist. Reflectând popularitatea și respectul critic pe care Dick îl are în Franța, Barjo păstrează fidel un puternic aer de sensibilitate estetică specifică lui Dick, care nu apare în ecranizările mai celebre. În film este strecurat un scurt omagiu science-fiction sub forma un spectacol de televiziune.
- Asasinii cibernetici (1995) - bazat pe povestirea "Varietatea a doua", în regia lui Christian Duguay, cu Peter Weller în rolul principal. Cadrul acțiunii a fost mutat de pe Pământul devastat de război pe o planetă îndepărtată. În 2009 a fost lansată o continuare pe DVD, fără Weller.
- Raport Special (2002) - bazat pe povestirea "Raport minoritar", în regia lui Steven Spielberg, cu Tom Cruise în rolul principal. Filmul cuprinde multe teme ale lui Dick, dar schimbă elemente ale intrigii principale și adaugă un cadru de aventură.
- Povestirea "Impostorul" a fost ecranizată de două ori: prima dată în 1962 pentru antologia britanică de televiziune Out of This World și în 2002 în filmul Impostor, în regia lui Gary Fleder, cu Gary Sinise, Vincent D'Onofrio și Madeleine Stowe în rolurile principale.
- Cecul sau viața (2003) - în regia lui John Woo, cu Ben Affleck în rolul principal, bazat pe povestirea cu același nume.
- Viziuni întunecate (2006) - în regia lui Richard Linklater, cu Keanu Reeves, Winona Ryder și Robert Downey Jr. în distribuție, bazat pe romanul Substanța M. Filmul a fost realizat folosind rotoscopia: întâi a fost filmat, apoi fiecare cadru a fost animat.
- Capcana viitorului (2007) - regizat de Lee Tamahori, cu Nicolas Cage, pornind de la ideea din povestirea "The Golden Man".
- Radio Free Albemuth (2011), bazat pe romanul omonim al lui Dick

##### Planuri de viitor
Printre ecranizările viitoare bazate pe operele lui Dick sunt cuprinse:
- King of the Elves al studiourilor de animație Walt Disney - a cărui lansare e programată pentru 2014[92]
- o ecranizare a romanului Ubik care, conform fiicei lui Dick, Isa Dick Hackett, se află în negocieri avansate.[93]

În februarie 2009 s-a anunțat că povestirea "Adjustment Team" va fi ecranizată sub titul The Adjustment Bureau, cu Matt Damon în rolul principal. In May 2009, The Halcyon Company, care a dezvoltat franciza Terminator, a anunțat că, după Terminator Salvation, va ecraniza romanul lui Dick Curgeți, lacrimile mele, zise polițistul'. Halcyon a achiziționat prima opțiune pentru operele lui Philip K. Dick în 2007. În 2010 s-a anunțat că Ridley Scott va ecraniza Omul din castelul înalt pentru BBC, sub forma unui serial.

#### Teatru și radio
Cel puțin trei opere ale lui Dick au fost puse în scenă. Una a fost opera VALIS, a cărei muzică și versuri au fost compuse de Tod Machover, având premiera la Pompidou Center din Paris pe 1 decembrie 1987, cu un libret în limba franceză. A fost revizuit și readaptat în engleză, diin înregistrat și lansat pe CD (Bridge Records BCD9007) în 1988. Alta a fost Curgeți, lacrimile mele, zise polițistul, adaptat de Linda Hartinian și produs de compania avangardistă newyorkeză Mabou Mines. A avut premiera în Boston, la Boston Shakespeare Theatre (18-30 iunie 1985) și a fost jucată și la New York și Chicago. În anii '80 s-a jucat și o piesă bazată pe Radio Free Albemuth.
O adaptare radiofonică a povestirii "Mr. Spaceship" a fost lansată de Finnish Broadcasting Company (Yleisradio) în 1996, sub numele Menolippu Paratiisiin. Adaptările radiofonice ale povestirilor Colony șiThe Defenders au fost lansate de NBC în 1956 ca parte a seriei X Minus One.

#### BD
Marvel Comics a realizat o adaptare în ediție limitată a povestirii "Furnica electrică", pe care a editat-o în 2009. BD-ul a fost produs de scriitorul David Mack (Daredevil) și de artistul Pascal Alixe (Ultimate X-Men), coperta fiind realizată de artistul Paul Pope.
Tot în 2009, BOOM! Studios a editat o mini-serie BD de 24 de numere cu adaptare după Visează androizii oi electrice?. Vânătorul de recompense, ecranizarea realizată în 1982 după Visează androizii oi electrice?, a fost adaptată anterior sub forma unui BD sub titlul A Marvel Comics Super Special: Blade Runner.
În 1986, revista BD Weirdo a editat Experiența religioasă a lui Philip K. Dick Arhivat în 16 noiembrie 2006, la Wayback Machine. a artistului R. Crumb. Deși nu reprezintă o adaptare a unei cărți sau povestiri a lui Dick, ea conține elemente ale experiențelor pe care Dick le-a inclus în povestiri, romane, eseuri și în cartea Exegesis.

### În cultura populară
De la moartea sa, Dick a apărut ca personaj într-o serie de romane și povestiri, mai cu seamă în The Secret Ascension a lui Michael Bishop (1987; publicată la ora actuală sub titlul Philip K. Dick Is Dead, Alas), cu o acțiune petrecându-se într-un univers paralel în care opera sa non-SF este publicată, în timp ce lucrările sale science fiction sunt interzise de o SUA totalitară, sclavă a unui Richard Nixon posedat de diavol.
Alte apariții ficționale post-mortem ale lui Dick includ:
- Filmul The Trouble with Dick (1987), în care Tom Villard joacă un personaj numit "Dick Kendred" (cf. Philip Kindred Dick), care este autor de science fiction[100]
- Povestirea "The Transmigration of Philip K" (1984) de Michael Swanwick (apare în culegerea de povestiri din 1991 Gravity's Angels),
- Povestirea Kindred Blood in Kensington Gore (1992) de Brian W. Aldiss
- Romanul Faction Paradox Of the City of the Saved... (2004) de Philip Purser-Hallard
- Sceneta din 2005 800 Words: the Transmigration of Philip K. Dick a Victoriei Stewart, care re-imaginează ultimele zile ale lui Dick.[101]
- Filmul spaniol PROXIMA (2007) de Carlos Atanes, în care personajul Felix Cadecq îl are la bază pe Dick
- În The Word of God (2008) de Thomas M. Disch [102]
- Un film din 2008 intitulat Your Name Here, de Matthew Wilder, îl are pe Bill Pullman în rolul autorului de science fiction William J. Frick, personaj avându-l la bază pe Dick
- Scriitorul și regizorul John Alan Simon realizează un film semi-autobiografic bazat pe romanul lui Dick Radio Free Albemuth, cu Shea Whigham în rolul autorului.[54]

### Filozofie contemporană
Puțini alți scriitori de ficțiune au avut un impact asupra filozofiei contemporane ca și Dick. Postmodernismul său a fost observat de filozofi ca Jean Baudrillard, Fredric Jameson și Slavoj Žižek. Žižek este recunoscut că ultilizează povestirile lui Dick pentru a sublinia ideile lui Jacques Lacan.
Jean Baudrillard oferă următoarea interpretare:
E suprareal. E un univers al simulării, care e cu totul altceva. Și asta nu pentru că Dick vorbește în mod specific despre simulacre. SF-ul a făcut mereu asta, dar a folosit mereu o dublură, o replică artificială sau duplicare imaginară, în timp ce aici dublura dispare. Nu există o dublură; unul e deja în cealaltă lume, în altă lume care nu e alta, fără oglinzi, proiecții sau utopii ca moduri de reflectare. Simularea este impasibilă, de netrecut, fără exteriorizare, ca un mat la șah. Nu putem trece în partea cealaltă "prin oglindă", așa cum o puteam face în anii de aut ai transcendenței.